# Arebilachi, Bhadravati
Arebilachi là một làng thuộc tehsil Bhadravati, huyện Shimoga, bang Karnataka, Ấn Độ.